# Hare Nacerat
Hare Nacerat (hebr. הרי נצרת) – grzbiet górski oddzielający Dolinę Jezreel od Doliny Bejt Netofa i Doliny Turan w Dolnej Galilei na północy Izraela. Większą część masywu zajmuje obszar metropolitalny Nazaretu.

## Geografia

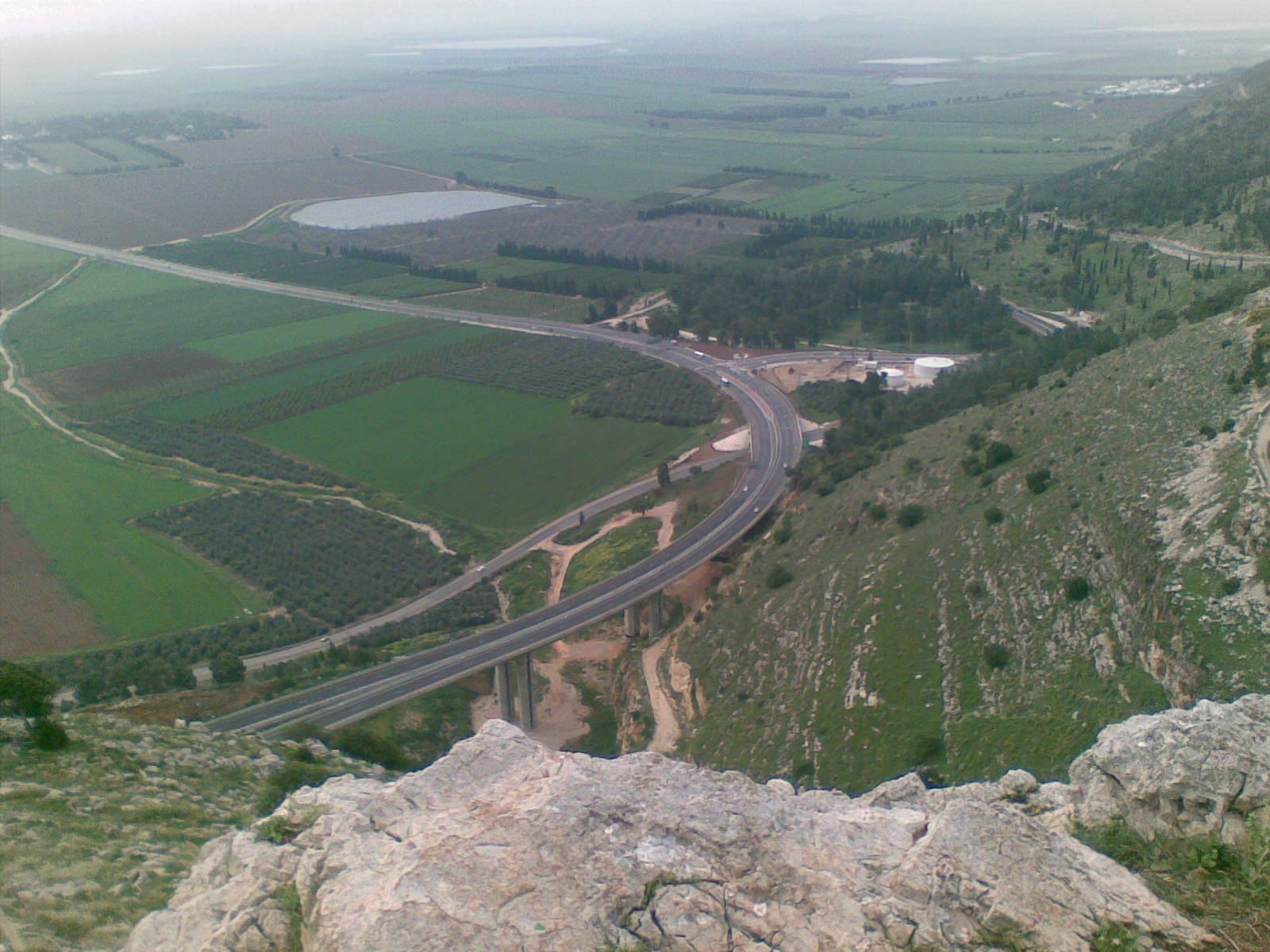
Widok stromych zboczy gór Nacerat opadających do Doliny Jezreel

Pasmo górskie Nacerat ma długość dochodzącą do 10 km i szerokość do 6 km. Wysokość wzniesień dochodzi do 400 metrów n.p.m., jednak rzeczywista różnica wysokości między szczytami a dnem okolicznych dolin wynosi około 300 metrów. Pasmo wzniesień ciągnie się z południowego zachodu na północny wschód. Góry zamykają od północy Dolinę Jezreel i jej północno-wschodnią część nazywaną Bikat Kesulot. Ich wydłużeniem w kierunku południowo-wschodnim jest Góra Tabor (575 m n.p.m.). W kierunku wschodnim wzgórza opadają łagodnymi tarasami na płaskowyż Wyżyny Sirin (około 200 m n.p.m.). Po stronie północnej są doliny Bikat Turan i Bejt Netofa. Najwyższe wzniesienia znajdują się w południowej i południowo-wschodniej części masywu. Są to góry Har Kidumim (397 m n.p.m.), Har Kesulot (443 m n.p.m.) i Har Dewora (437 m n.p.m.). Ich stoki są w większości zalesione. Kolejne wysokie wzniesienia znajdują się w centralnej części masywu. Są to: Giwat Jifa (430 m n.p.m.), Har Bahran (438 m n.p.m.), Har Cameret (470 m n.p.m.), Har Awihu (450 m n.p.m.), Har Nadaw (500 m n.p.m.) i Har Jona (573 m n.p.m.). Północno i północno-zachodnia część masywu stanowi mocno pofałdowany obszar licznych niewysokich wzgórz. Ze zboczy wzgórz spływają liczne strumienie i potoki. Po stronie południowej: Szimron, Cewi i Mizra (dopływy rzeki Kiszon), Nachal Tawor, Barak Ben Awino’am, Dwora, Azenot i ha-Sziwa. Po stronie północnej płynie strumień Cipori.
Obszar gór Hare Nacerat jest gęsto zaludniony. Większą część masywu zajmuje obszar metropolitalny Nazaretu. W jej skład wchodzą miasta: Nazaret, Nacerat Illit i Migdal ha-Emek, miejscowości Ein Mahil, Kefar Kanna, Maszhad, Ar-Rajna i Jafa an-Naserije. Wokół nich znajdują się miejscowości Zarzir i Ilut, kibuce Kefar ha-Choresz, Bet Keszet i ha-Solelim, moszawy Cippori i Ilanija, oraz wioski komunalne Timrat, Giwat Ela, Szimszit i Hosza’aja. U podnóża masywu górskiego od strony południowej znajdują się miejscowości Dabburijja i Iksal, oraz kibuce Ginnegar, Sarid i Jifat.

## Transport
Ponieważ obszar gór Nacerat stanowi gęsto zaludniony obszar metropolitalny Nazaretu, docierają tutaj liczne drogi. W kierunku południowym odchodzi droga ekspresowa nr 60 prowadząca do miasta Afula. W kierunku zachodnim do Hajfy prowadzi z droga nr 75. U podnóża gór przebiega droga nr 73, która łączy drogę nr 60 z drogą nr 75. W kierunku północno-zachodnim do miasta Kirjat Bialik prowadzi droga nr 79. W kierunku północno-wschodnim prowadzi droga nr 754, którą dociera się do drogi ekspresowej nr 77.